# Zealandia Bank
Zealandia Bank (in chamorro: Papaungan, che significa "sommerso") è il nome dato a due pinnacoli rocciosi che affiorano da un vulcano sottomarino nell'arcipelago delle Isole Marianne Settentrionali. Si trovano a 11 miglia nord-nord-est di Sarigan, alle coordinate 16°45′N 145°42′E, e distano mezzo miglio l'uno dall'altro. Uno non raggiunge più di un metro sul livello del mare durante la bassa marea, data la piccola dimensione, Zealandia Bank spesso non è raffigurato sulle mappe delle Isole Marianne Settentrionali.
Ha preso il nome nel 1858 dall'imbarcazione inglese Zealandia. Era chiamato anche Piedras de Torres o Farallon de Torres.

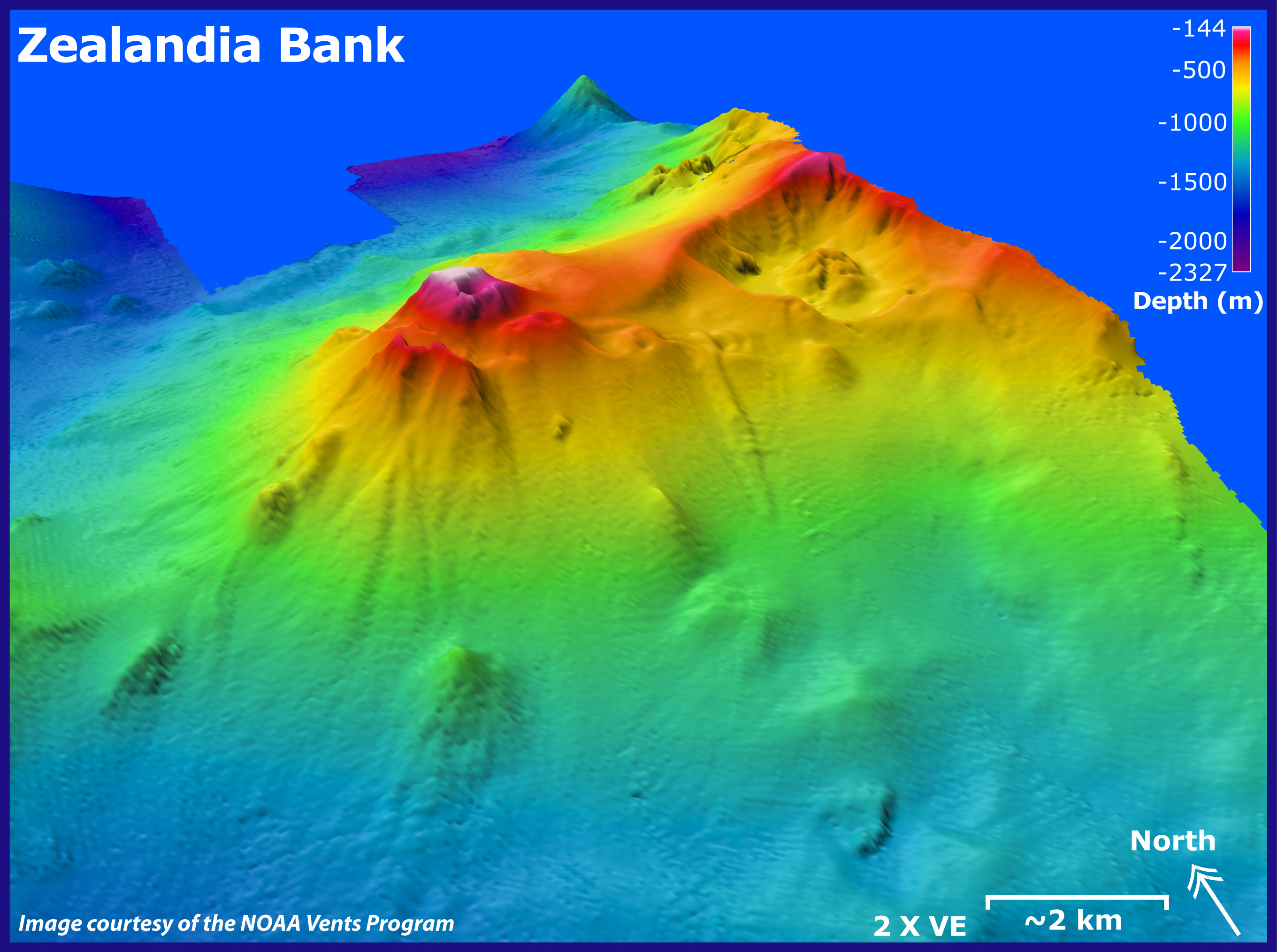
Il vulcano sottomarino Zealandia Bank